# THE LEGEND (BARBEE BOYSのアルバム)
『THE LEGEND』（ザ・レジェンド）は、日本のロックバンドであるBARBEE BOYSのベスト・アルバム。2003年1月1日にEpic Recordsから発売された。サブタイトルは『GOLDEN 80'S COLLECTION』（ゴールデン・エイティーズ・コレクション）。

## 背景
BARBEE BOYSが所属していたレーベルのエピックレコードジャパンが創立25周年を記念し、1980年代にエピックレコードに在籍していたアーティスト11組の楽曲を「THE LEGEND」シリーズとして、完全生産限定盤という形で制作されたベスト・アルバム。

## 収録曲
| 全作詞・作曲: いまみちともたか、全編曲: BARBEE BOYS。 |                                        |                  |                  |      |
| #                                                     | タイトル                               | 作詞             | 作曲・編曲       | 時間 |
| 1.                                                    | 「帰さない」                           | いまみちともたか | いまみちともたか | 4:32 |
| 2.                                                    | 「暗闇でDANCE」                        | いまみちともたか | いまみちともたか | 3:05 |
| 3.                                                    | 「Shit! Shit! 嫉妬」                   | いまみちともたか | いまみちともたか | 3:37 |
| 4.                                                    | 「もォ やだ!」                         | いまみちともたか | いまみちともたか | 3:53 |
| 5.                                                    | 「でも!?しょうがない」                 | いまみちともたか | いまみちともたか | 4:19 |
| 6.                                                    | 「チャンス到来」                       | いまみちともたか | いまみちともたか | 4:39 |
| 7.                                                    | 「負けるもんか」(12インチバージョン)   | いまみちともたか | いまみちともたか | 3:09 |
| 8.                                                    | 「ラサーラ」                           | いまみちともたか | いまみちともたか | 5:22 |
| 9.                                                    | 「なんだったんだ?7DAYS」               | いまみちともたか | いまみちともたか | 3:46 |
| 10.                                                   | 「女ぎつねon the Run」                 | いまみちともたか | いまみちともたか | 5:04 |
| 11.                                                   | 「泣いたままでlisten to me」           | いまみちともたか | いまみちともたか | 4:10 |
| 12.                                                   | 「ごめんなさい」                       | いまみちともたか | いまみちともたか | 4:13 |
| 13.                                                   | 「目を閉じておいでよ」                 | いまみちともたか | いまみちともたか | 4:44 |
| 14.                                                   | 「あいまいtension」                    | いまみちともたか | いまみちともたか | 4:21 |
| 15.                                                   | 「翔んでみせろ」(ライヴ・ヴァージョン) | いまみちともたか | いまみちともたか | 3:42 |
| 合計時間:                                             | 合計時間:                              | 62:36            |                  |      |

## 参加ミュージシャン
BARBEE BOYS
- ATSUSHI“KONTA”KONDOH : Vocals, Saxophone
- KYOKO : Vocals
- TOMOTAKA“Imasa”IMAMICHI : Guitars, Vocals
- ENRIQUE : Bass
- TOSHIAKI“Koiso”KONUMA : Drums